# گنزینگن
گنزینگن (به آلمانی: Gensingen) یک شهر در آلمان است که در ماینتس-بینگن واقع شده‌است. گنزینگن  ۳٬۴۸۱ نفر جمعیت دارد.